# San Francisco (Falcón)
San Francisco è un comune del Venezuela situato nello Stato del Falcón.
Il capoluogo del comune è la città di Mirimire.